# Baye (Marne)
Baye is een gemeente in het Franse departement Marne (regio Grand Est) en telt 378 inwoners (2004). De plaats maakt deel uit van het arrondissement Épernay.

## Geografie
De oppervlakte van Baye bedraagt 17,8 km², de bevolkingsdichtheid is 21,2 inwoners per km².
De onderstaande kaart toont de ligging van Baye (Marne) met de belangrijkste infrastructuur en aangrenzende gemeenten.

## Demografie
Onderstaande figuur toont het verloop van het inwonertal (bron: INSEE-tellingen).